# Johan Cruijff Schaal 2019
De wedstrijd om de Johan Cruijff Schaal 2019 werd op 27 juli 2019 gespeeld. De wedstrijd vond plaats in de Johan Cruijff ArenA in Amsterdam. Landskampioen en bekerwinnaar Ajax, bij aanvang achtvoudig winnaar en voor de zeventiende keer deelnemer, trad aan tegen de nummer 2 van de Eredivisie 2018/19 PSV, bij aanvang elfvoudig winnaar en voor de achttiende keer deelnemer.

## Wedstrijddetails
|                                             |                                   |         |     | |
| Johan Cruijff Schaal 27 juli 2019 18:00 uur | Ajax                              | 2 – 0   | PSV | Stadion: Johan Cruijff ArenA, Amsterdam Toeschouwers: 51.837 Scheidsrechter: Dennis Higler Assistenten: Johan Balder Assistenten: Joost van Zuilen Vierde official: Jeroen Manschot Video-assistent: Jochem Kamphuis AVAR 1: Richard Brondijk AVAR 2: Jan de Vries |
| Johan Cruijff Schaal 27 juli 2019 18:00 uur | Kasper Dolberg 1' Daley Blind 53' | Verslag |     | Stadion: Johan Cruijff ArenA, Amsterdam Toeschouwers: 51.837 Scheidsrechter: Dennis Higler Assistenten: Johan Balder Assistenten: Joost van Zuilen Vierde official: Jeroen Manschot Video-assistent: Jochem Kamphuis AVAR 1: Richard Brondijk AVAR 2: Jan de Vries |
| Johan Cruijff Schaal 27 juli 2019 18:00 uur |                                   |         |     | Stadion: Johan Cruijff ArenA, Amsterdam Toeschouwers: 51.837 Scheidsrechter: Dennis Higler Assistenten: Johan Balder Assistenten: Joost van Zuilen Vierde official: Jeroen Manschot Video-assistent: Jochem Kamphuis AVAR 1: Richard Brondijk AVAR 2: Jan de Vries |
| Johan Cruijff Schaal 27 juli 2019 18:00 uur |                                   |         |     | Stadion: Johan Cruijff ArenA, Amsterdam Toeschouwers: 51.837 Scheidsrechter: Dennis Higler Assistenten: Johan Balder Assistenten: Joost van Zuilen Vierde official: Jeroen Manschot Video-assistent: Jochem Kamphuis AVAR 1: Richard Brondijk AVAR 2: Jan de Vries |
|                                             |                                   |         |     | |

| Ajax | PSV |

|                |    |                     |     |
|                |    |                     |     |
| DM             | 24 | André Onana         |     |
| RV             | 3  | Joël Veltman        | 63' |
| CV             | 2  | Perr Schuurs        |     |
| CV             | 21 | Lisandro Martínez   | 59' |
| LV             | 28 | Sergiño Dest        | 78' |
| RM             | 18 | Răzvan Marin        |     |
| CM             | 6  | Donny van de Beek   |     |
| LM             | 17 | Daley Blind         | 83' |
| RB             | 10 | Dušan Tadić         |     |
| SP             | 25 | Kasper Dolberg      |     |
| LB             | 11 | Quincy Promes       | 59' |
| Wisselspelers: |    |                     |     |
| DM             | 1  | Bruno Varela        |     |
| DM             | 33 | Dominik Kotarski    |     |
| VD             | 5  | Kik Pierie          |     |
| VD             | 12 | / Noussair Mazraoui |     |
| VD             | 16 | Lisandro Magallán   | 83' |
| MV             | 8  | Carel Eiting        |     |
| MV             | 20 | Lasse Schöne        | 59' |
| MV             | 22 | / Hakim Ziyech      | 59' |
| MV             | 26 | Jurgen Ekkelenkamp  |     |
| MV             | 27 | Noa Lang            |     |
| MV             | 30 | Dani de Wit         |     |
| AV             | 9  | Klaas-Jan Huntelaar |     |
| Coach:         |    |                     |     |
| Erik ten Hag   |    |                     |     |

|                 |    |                    |                                               |
|                 |    |                    |                                               |
| DM              | 1  | Jeroen Zoet        |                                               |
| RV              | 22 | Denzel Dumfries    |                                               |
| CV              | 23 | Derrick Luckassen  | 83'                                           |
| CV              | 28 | Olivier Boscagli   |                                               |
| LV              | 32 | Michal Sadílek     |                                               |
| RM              | 18 | Pablo Rosario      |                                               |
| CM              | 10 | Steven Bergwijn    | 59'                                           |
| LM              | 8  | Jorrit Hendrix     | 21' 46'                                       |
| RB              | 19 | Cody Gakpo         | 45+1'                                         |
| SP              | 14 | Sam Lammers        | Blessure (knie, uitgevallen in de 62e minuut) |
| LB              | 7  | Bruma              | 46'                                           |
| Wisselspelers:  |    |                    |                                               |
| DM              | 21 | Robbin Ruiter      |                                               |
| VD              | 4  | Nick Viergever     |                                               |
| VD              | 20 | Trent Sainsbury    |                                               |
| VD              | 33 | Jordan Teze        |                                               |
| MV              | 15 | Érick Gutiérrez    | 46'                                           |
| MV              | 17 | Ibrahim Afellay    |                                               |
| MV              | 24 | Mohammed Ihattaren |                                               |
| MV              | 25 | Bart Ramselaar     |                                               |
| AV              | 9  | Donyell Malen      | 46'                                           |
| AV              | 11 | Hirving Lozano     | 59'                                           |
| AV              | 16 | Joël Piroe         |                                               |
| AV              | 26 | Zakaria Aboukhlal  |                                               |
| Coach:          |    |                    |                                               |
| Mark van Bommel |    |                    |                                               |

| Johan Cruijff Schaal 2019 |
| ------------------------- |
| Ajax 9de titel            |

1949 · 1989 · 1991 · 1992 · 1993 · 1994 · 1995 · 1996 · 1997 · 1998 · 1999 · 2000 · 2001 · 2002 · 2003 · 2004 · 2005 · 2006 · 2007 · 2008 · 2009 · 2010 · 2011 · 2012 · 2013 · 2014 · 2015 · 2016 · 2017 · 2018 · 2019 · 2020 · 2021 · 2022 · 2023 · 2024